# Cratere Forseti
Forseti è un cratere sulla superficie di Titano.